# Carl Mönckeberg (Theologe)

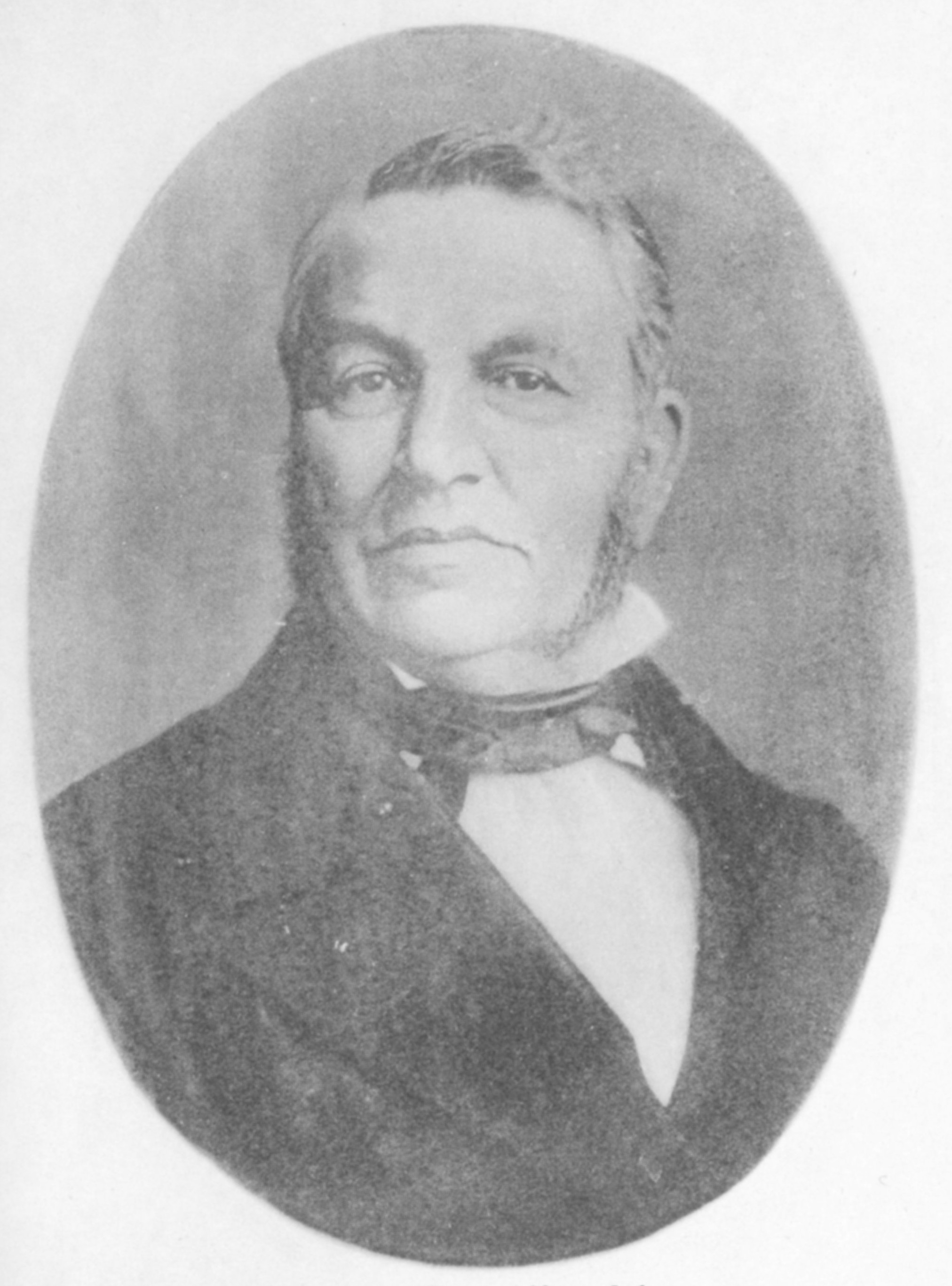
Carl Mönckeberg

Carl Mönckeberg (* 3. März 1807 in Hamburg; † 12. März 1886 ebenda) war ein evangelisch-lutherischer Theologe und Kirchenpolitiker.

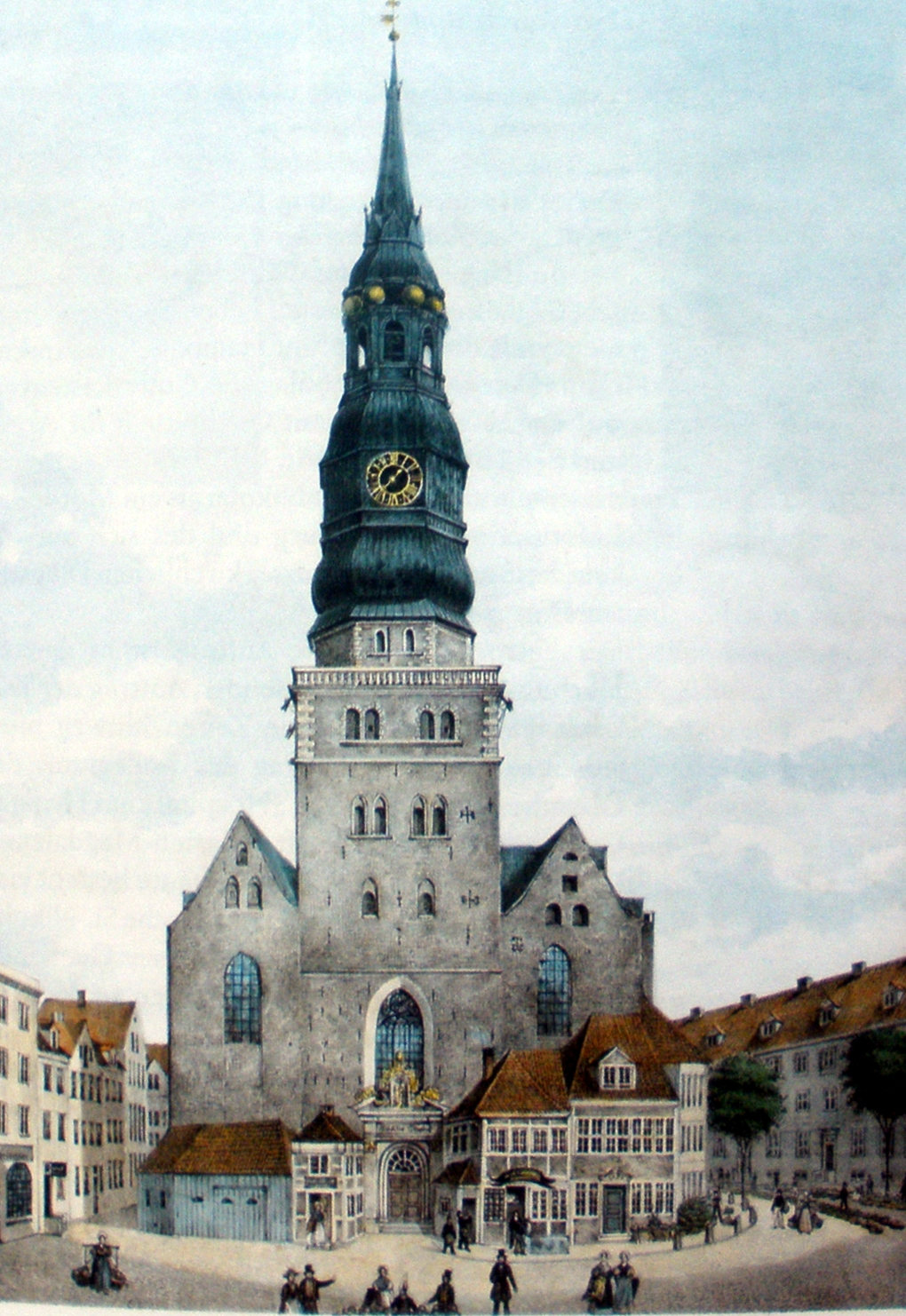
Hauptkirche St. Nikolai, Zustand vor dem Großen Brand 1842.

## Leben

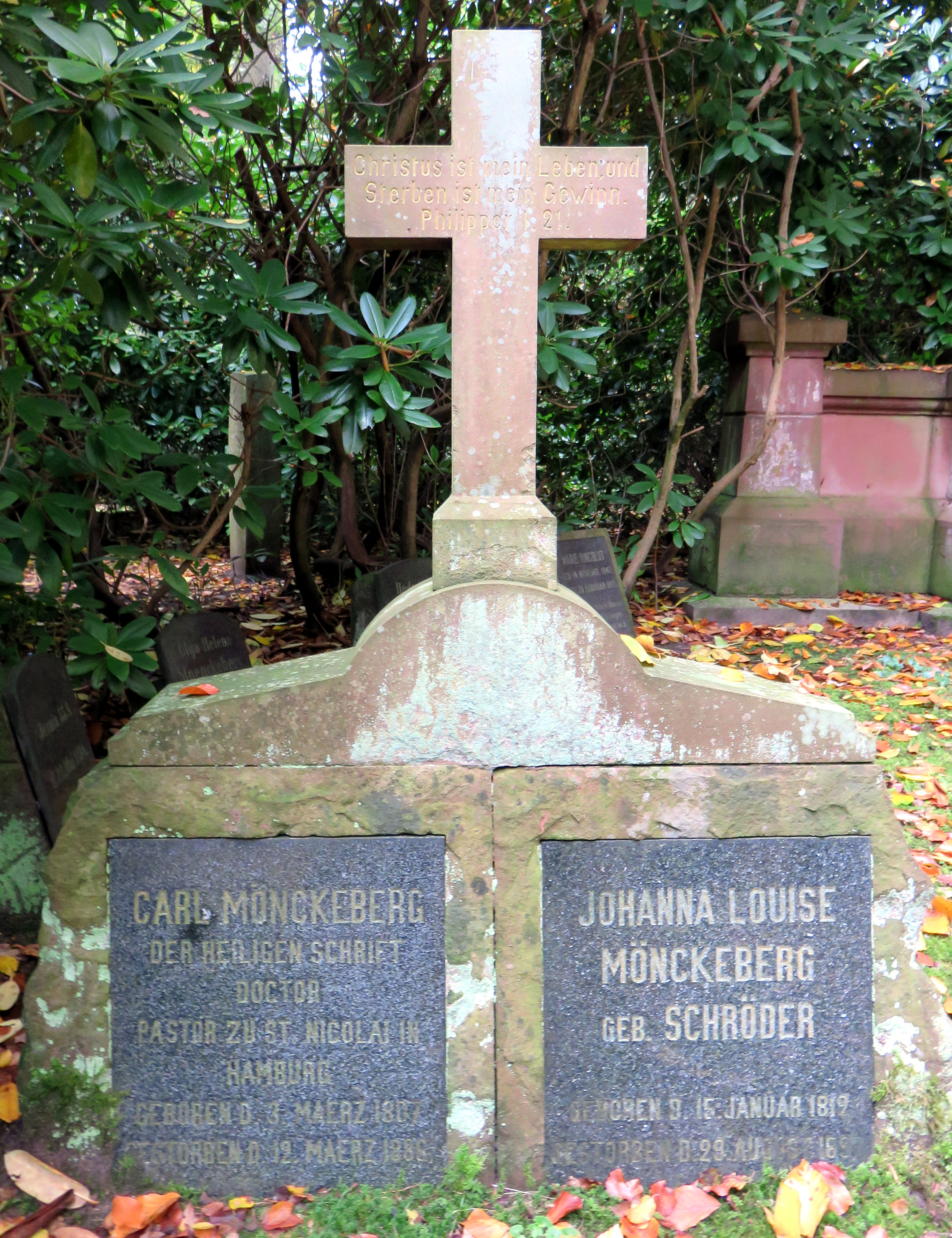
Grabstein von Carl Mönckeberg und seiner Ehefrau Johanna Louise geb. Schröder auf dem Ohlsdorfer Friedhof

Carl war das neunte von zehn Kindern des Senators Johann Georg Mönckeberg und seiner Ehefrau Catharina Magdalena geb. Gräpel.
Nach dem Besuch des Johanneums und des Akademischen Gymnasiums in Hamburg studierte Carl Mönckeberg von 1826 bis 1829 Evangelische Theologie an den Universitäten Bonn, Göttingen und Berlin. Eine Kavaliersreise führte ihn durch Deutschland, Frankreich, England, Schottland, Irland und Holland. Zurück in Hamburg, legte er 1831 das Examen zum Kandidaten der Theologie ab. Wie es üblich war, unterrichtete er danach an Privatschulen, ehe er eine Pastorenstelle antreten konnte.
1838 heiratete er die Hamburger Kaufmannstochter Johanna Louise Schröder, eine Tochter von Anton Diedrich Schröder. Der älteste Sohn dieses Paares war der spätere Bürgermeister Johann Georg Mönckeberg.
1837 wurde Mönckeberg zum dritten Diaconus (Pastor) an der Hauptkirche St. Nikolai gewählt, ein Amt, das er bis zu seinem Tode innehatte. Zusätzlich war er 1841 bis 1855 Prediger am Spinnhaus, 1842 bis 1844 Katechet an der Schiffskirche.
Seit 1855 setzte er sich kirchenpolitisch und wissenschaftlich für die Schaffung einer einheitlichen Lutherbibel ein, da es im 19. Jahrhundert verschiedene Versionen des Bibeltextes gab. Zunächst ermittelte er, wie sich die von unterschiedlichen Bibelgesellschaften vertriebenen Lutherbibeln im Detail unterschieden. Die Lösung liege aber nicht darin, die Lutherbibel letzter Hand von 1545 oder die Kursächsische Normbibel von 1581 fehlerfrei nachzudrucken, denn:

„die Kritik und die Sprache des Lutherschen Textes erlaubt dies nicht; die Kritik schon darum nicht, weil in Luthers Bibel viele Verse fehlen; die Sprache nicht, weil sie nicht mehr verständlich für unsere Zeit ist.  Darum haben sich Alle, die sich einen ächt Lutherschen Text zu geben bestrebt haben, doch zu Aenderungen und Abweichungen bequemen müssen, und der Unterschied in den verschiedenen Ausgaben entsteht nur aus dem mehr oder weniger.“

Mönckeberg hatte demnach zwei Reformziele: erstens die Erarbeitung eines einheitlichen Textes, zweitens die sprachliche Modernisierung. Er gab damit den Anstoß zu einer Revisionsarbeit, die schließlich zur Lutherbibel von 1912 führte. (Für dieses Engagement verlieh die Theologische Fakultät der Universität Leipzig Mönckeberg 1877 die Ehrendoktorwürde.)
Mönckeberg war Mitglied der Hamburg-Altonaischen Bibelgesellschaft und der Hamburger Stadtmission. Als Kuratoriumsmitglied unterstützte er Johann Hinrich Wicherns Arbeit im Rauhen Haus. Nach dem Großen Brand von 1842 engagierte er sich im Kirchbauverein für den Wiederaufbau der Hauptkirche St. Nikolai.
Außerdem zählte Mönckeberg 1839 zu den Gründern des Vereins für Hamburgische Geschichte. In der Zeitschrift des Vereins veröffentlichte er mehrere Arbeiten zur hamburgischen Kirchengeschichte.

## Werke (Auswahl)
- Beiträge zur würdigen Herstellung des Textes der Lutherischen Bibelübersetzung, Hamburg 1855.
- Hamburg unter dem Drucke der Franzosen, 1806–1814, Historische Erinnerungen, Hamburg 1863.
- Hamburg unter dem Drucke der Franzosen, 1806–1814, Historische Denkwürdigkeiten, Hamburg 1864.
- Joachim Westphal und Johannes Calvin. Hamburg 1865 (online – Internet Archive).
- Geschichte der Freien und Hansestadt Hamburg. Hamburg, H.D.Persiehl, 1885.